# کریستین آنهولت
کریستین آنهولت (انگلیسی: Christien Anholt؛ زادهٔ ۲۵ فوریهٔ ۱۹۷۱) هنرپیشه اهل انگلستان است.
از فیلم‌ها یا برنامه‌های تلویزیونی که وی در آن نقش داشته‌است می‌توان به پسران پرواز، شکارچی حرفه‌ای، هملت، و بن ۱۰: مسابقه با زمان اشاره کرد.